# Dichrorampha teichiana
Dichrorampha teichiana is een vlinder uit de familie bladrollers (Tortricidae). De wetenschappelijke naam is voor het eerst geldig gepubliceerd in 1997 door Sulcs & Kerppola.
De soort komt voor in Europa.